# Изра
Изра (араб. إزرع‎) — город на юге Сирии, расположенный на территории мухафазы Даръа. Административный центр одноимённого района.

## История
В античную эпоху город был известен как Зорава. В период византийского господства в городе располагалась епископская кафедра. По одной из версий, именно в этих краях принял мученическую смерть святой Георгий Победоносец. В 515 году на месте бывшего языческого храма была возведена церковь во имя святого, в которой, предположительно, вплоть до XIII века пребывали его мощи.

## Географическое положение
Город находится в восточной части мухафазы, на плато Хауран, на высоте 599 метров над уровнем моря.

Изра расположена на расстоянии приблизительно 27 километров к северо-северо-востоку (NNE) от города Даръа, административного центра провинции и на расстоянии 65 километров к югу от Дамаска, столицы страны.

## Население
По данным официальной переписи 2004 года численность населения города составляла 19 158 человек.

## Транспорт
Ближайший аэропорт расположен в городе Эс-Сувейда.